# William Henry Roberts
Pour les articles homonymes, voir Roberts.
William Henry Roberts, né le 25 octobre 1847 à Botetourt Springs (en), en Virginie et mort le 24 décembre 1919 à Newton (Massachusetts), est un pasteur baptiste américain qui a servi durant de nombreuses années comme missionnaire en Birmanie.

## Biographie
Roberts est né le 25 octobre 1847 à Botetourt Springs, en Virginie. Il étudie au Roanoke College (en) et au Richmond College (aujourd'hui l'Université de Richmond), puis au Northern Baptist Theological Seminary (en) de Chicago. 
Il sert sous les ordres du général confédéré Robert E. Lee dans l'armée de Virginie du Nord pendant la guerre civile américaine. 
Roberts devient missionnaire avec le soutien de l'American Baptist Missionary Union, travaillant parmi le peuple Kachin autour de Bhamo et Myitkyina de 1879 à 1913. À son arrivée en Birmanie, il obtient à contrecœur du roi birman, Thibaw Min, l'autorisation de construire une école et d'instruire les Kachins. Le roi, un fervent bouddhiste, lui accorde « un terrain de la taille d'une peau de buffle ». Roberts achète une peau de buffle, la découpe en fines lanières et s'en sert pour mesurer le terrain de la mission.
Bien que sa femme meurt rapidement du paludisme, Roberts poursuit sa mission pendant 34 ans. Sa fille, Dora, et son gendre, John E. Cummings, deviendront également missionnaires en Birmanie.
En 1881, il se remaria et fonde une école à Bhamo avec sa seconde épouse, Alice Roberts (décédée en 1933). Ils auront un fils, William Henry Roberts, Jr.
En 1917, les Roberts se retirent de la mission et s'installent à Newton, dans le Massachusetts, où William Roberts meurt en 1919.

## Héritage
Roberts est suivi par le missionnaire suédo-américain Ola Hanson (en), arrivé en 1890. Il travaille activement à la compilation d'une grammaire et d'un dictionnaire de la langue jingpo, ainsi qu'à la traduction d'hymnes et de la Bible en jingpo. En 1892, George J. Geis (en) arrive et établit une mission à Myitkyina, au nord de Bhamo. 
Une école à Bhamo a été nommée en l'honneur d'Alice Roberts.